# Viviania
Viviania es un género de plantas fanerógamas perteneciente a la familia Vivianiaceae.  

## Taxonomía
Viviania fue descrita por Antonio José de Cavanilles y publicado en Anales de Ciencias Naturales 7: 211, en el año 1804.

## Especies aceptadas
A continuación se brinda un listado de las especies del género Viviania aceptadas hasta octubre de 2011, ordenadas alfabéticamente. Para cada una se indica el nombre binomial seguido del autor, abreviado según las convenciones y usos.
- Viviania crenata G.Don
- Viviania marifolia Cav.
- Viviania ovata Phil.